# Guanaja
Guanaja – wyspa w archipelagu Wysp Bahia, należąca do Hondurasu. Leży 70 km na północ od stałego lądu i 12 km na wschód od wyspy Roatan. Ośrodek administracyjny i główna miejscowość nosi tę samą nazwę co wyspa: Guanaja. Pozostałe miejscowości to Mangrove Bight i Savannah Bight. Główne źródła dochodu mieszkańców to rybołówstwo i obsługa ruchu turystycznego. Przemysł turystyczny nastawiony jest na obsługę amatorów nurkowania.
Wyspa została odkryta przez Krzysztofa Kolumba w 1502. Była miejscem osadnictwa zarówno hiszpańskiego, jak i w późniejszym okresie angielskojęzycznych osadników z Kajmanów, co tłumaczy wymieszanie się tych języków i powstanie lokalnego języka kreolskiego. 
W 1998 wyspa doznała zniszczeń spowodowanych huraganem Mitch, szczególnie ucierpiało Mangrove Bight, gdzie zniszczeniu uległa większość zabudowań. Domy odbudowano, jednakże nie jest możliwe szybkie odtworzenie lasów mangrowych, także zniszczonych huraganem, które stanowiły jedną z tutejszych atrakcji turystycznych.
Na wyspie w zasadzie nie istnieje transport lądowy, zarejestrowane są 3 samochody osobowe, a jedyna droga łączy Mangrove Bight z Savannah Bight. Guanaję z północy na południe przecina kanał, skracający podróż morską między jej miejscowościami.
Na wyspie znajduje się port lotniczy Guanaja.